# إيراق
الإيراق أو التورق أو ترتيب برعمي هو تكوين أوراق النبات أو سعفه جديدة، وخاصة في الأشجار النفضية التي تسقط أوراقها سنويًا.

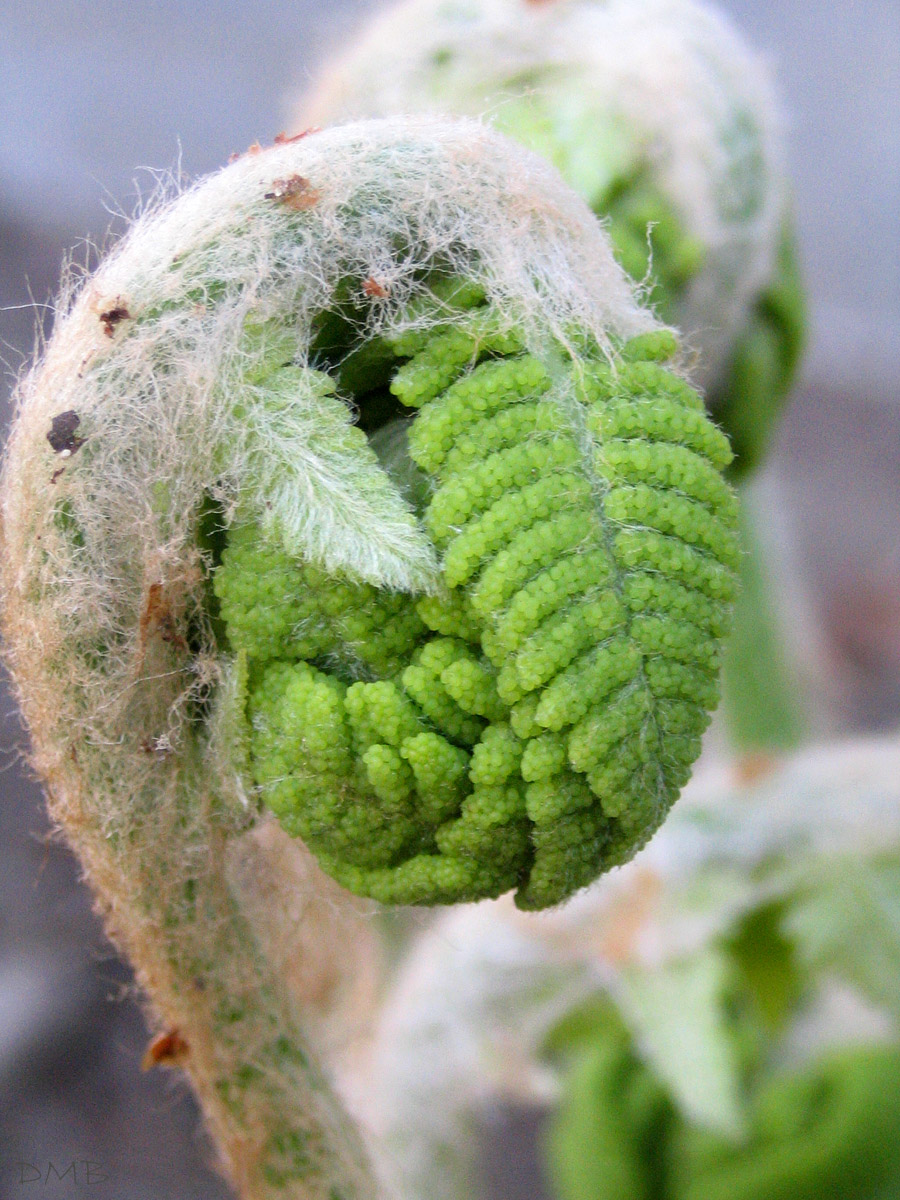
ينتج هذا السرخس سعفة جديدة باللف الدائري